# Férias Frustradas do Pica-Pau
Férias Frustradas do Pica-Pau è un videogioco a piattaforme sviluppato e pubblicato da Tectoy per Sega Mega Drive e Sega Master System esclusivamente in Brasile nel 1995. Il videogioco è basato sul personaggio di Picchiarello, creato da Walter Lantz.
È la prima apparizione di Oswald il coniglio fortunato in un videogioco nonché l'ultima nella sua incarnazione Universal Pictures. Il personaggio riapparirà nel videogioco del 2010 Epic Mickey - La leggendaria sfida di Topolino, nella sua versione Disney, e nei suoi seguiti entrambi usciti nel 2012 Epic Mickey 2: L'avventura di Topolino e Oswald e Epic Mickey: Il potere della magia. Farà inoltre un cameo nel videogioco del 2013 Disney Infinity.

## Trama
All'inizio del gioco, Picchiarello e i suoi amici stanno viaggiando in macchina verso il loro luogo di villeggiatura. Quando l'uccellino scatta una foto ai suoi amici, un lampo li fa improvvisamente sparire. Appare una lettera, su cui è scritto:
I personaggi che dovranno essere salvati dal giocatore sono Andy Panda, Oswald il coniglio fortunato, Chilly Willy, Knothead, Splinter e Winnie Woodpecker.

## Modalità di gioco
Il giocatore veste i panni di Picchiarello, che attacca utilizzando il suo becco, ma può anche saltare sulle piattaforme o per evitare gli attacchi dei nemici, che ad esempio tirano ghiande all'uccellino per ferirlo. Inoltre, il giocatore deve raccogliere sacchi di denaro sparse per i livelli.
Esclusivamente nella versione per Sega Mega Drive, Picchiarello dispone di un razzo che lo fa muovere più velocemente e di una trombetta per svegliare Wally Walrus.

## Accoglienza
| Testata         | Versione | Giudizio |
| --------------- | -------- | -------- |
| VideoGame       | MD       | 8/10     |
| Ação Games      | MD       | 6.5/10   |
| SuperGamerPower | MD       | 3.2/5    |
| Sega-16         | MD       | 4/10     |
| Sega8bit.com    | SMS      | 5/10     |

La rivista VideoGame ha recensito la versione per Mega Drive di Férias Frustradas do Pica-Pau, sottolineando che si è trattato del primo gioco interamente creato e sviluppato in Brasile, con risultati impressionanti. La colonna sonora è stata definita fantastica, la grafica è stata giudicata bella e il gameplay è stato considerato di buona qualità. Ação Games ha apprezzato che il gioco fosse completamente in portoghese, evidenziando la semplicità dei comandi, la buona qualità grafica e un livello di sfida adeguato. Al contrario, SuperGamePower ha criticato la grafica, ritenendola simile a quella di un gioco a 8 bit, e ha notato che il movimento del personaggio Picchiarello non è stato impeccabile. Tuttavia, ha riconosciuto il talento di Tec Toy nello sviluppo di un buon gioco. Sega-16.com ha espresso opinioni negative, avvertendo i futuri sviluppatori di evitare l'uso della parola "frustrante" nel titolo, poiché questa rispecchiava perfettamente l'esperienza di gioco, che non è stata affatto una passeggiata.
Il sito web Seba8bit.com ha analizzato la versione per Sega Master System; osservando che, nonostante alcune caratteristiche interessanti, l'esperienza di gioco è stata rovinata da controlli tra i peggiori mai programmati, rendendo il tutto frustrante.